# D 915 (Türkei)
Die Straße D 915 (Devlet yolu 915) ist eine 179 km lange Straße im Osten der Türkei. Sie nimmt im Norden bei Of an der D 010 (Europastraße 70/Europastraße 97), die der Küste des Schwarzen Meers folgt, ihren Ausgang, führt über Bayburt und endet in Aşkale in der Provinz Erzurum an der Hauptstraße D 100 (Europastraße 80). Zwischen Bayburt und Aşkale bildet sie einen Teil der Europastraße 97.

## Verlauf
Die hier 1916 von russischen Truppen gebaute, als gefährlich bekannte Straße mit 29 Haarnadelkurven führt im Tal Solaklı Deresi in generell südlicher Richtung über den 2330 Meter hohen Pass Soğanlı Geçidi nach Bayburt, wo sie auf die Straße D 050 (zugleich Europastraße 97) trifft. Sie führt als Europastraße nach Südosten durch das Tal des Çoruh und das Tal Masat Deresi über den Pass Kop Geçidi (2409 Meter; 6500 Meter langer Tunnel im Bau) zu ihrem Ende an der D 100 in Aşkale weiter.